# Тальниковый
Тальниковый — посёлок в Красноярском районе Астраханской области, входит в состав Бузанского сельсовета.

## Физико-географическая характеристика
Посёлок расположен в юго-западной части Краноярского района. Расстояние до Астрахани составляет 33 километров (до центра города), до районного центра села Красный Яр — 25 километров, до административного центра сельского поселения села Новоурусовка — 5 километров.
Часовой пояс
Тальниковый, как и вся Астраханская область, находится в часовой зоне МСК+1. Смещение применяемого времени относительно UTC составляет +4:00.

## История
В 1969 г. указом президиума ВС РСФСР поселок молочнотоварной фермы № 2 совхоза «Бузанский» переименован в Тальниковый.

## Население
| 2002 | 2010 | 2011 | 2012 | 2013 |
| ---- | ---- | ---- | ---- | ---- |
| 381  | ↗443 | ↗448 | ↗452 | ↗471 |

Большую часть населения составляют казахи.
| Национальность | Численность (2010) | Процент |
| -------------- | ------------------ | ------- |
| Казахи         | 229                | 50,6%   |
| Русские        | 126                | 27,8%   |
| Татары         | 29                 | 6,4%    |
| Ногайцы        | 12                 | 2,9%    |
| Узбеки         | 12                 | 2,9%    |
| Кумыки         | 6                  | 1,3%    |
| Марийцы        | 6                  | 1,3%    |
| Армяне         | 5                  | 1,1%    |
| Румыны         | 5                  | 1,1%    |
| Азербайджанцы  | 4                  | 0,9%    |
| Чеченцы        | 4                  | 0,9%    |
| Лезгины        | 3                  | 0,7%    |
| Украинцы       | 3                  | 0,7%    |
| Не указана     | 15                 | 3,3%    |
| Всего          | 453                | 100%    |

## Транспорт
Примерно в километре к юго-западу от посёлка расположена крупная железнодорожная станция Дельта.
По восточной границе посёлка проходит трасса, по которой проходят автобусы, связывающие посёлок с Астраханью, Аксарайским, Ахтубинском, Харабалями, Сасыколями, Вишнёвым, Заволжским, Речным, Нижним Баскунчаком и Досангом.